# Adetus pusillus
Adetus pusillus là một loài bọ cánh cứng trong họ Cerambycidae.